# منجو ملك جوسون
الملك منجو (문조، وهو لقبه بعد وفاته) ويسمى أيضاً ولي العهد هيوميونغ (효명세자، هيوميونغ سيجا) ولد في 18 سبتمبر 1809 ومات في 25 يونيو 1830. هو ولي عهد مملكة جوسون وابن الملك سنجو ووالد الملك هونجونغ، واسمه عند الولادة إي يونغ (이영). أصبح ولياً للعهد في سنة 1819 وفي سنة 1827 بدأ الحكم كوصيٍ على العرش ولكنه مات بعد ثلاث سنوات.

## روابط خارجية
- منجو ملك جوسون على موقع ميوزك برينز (الإنجليزية)